# Brasão de Agudo
O Brasão de Agudo é um símbolo de Agudo, município do estado do Rio Grande do Sul, Brasil. Foi criado por Martinho Schünermann e instituído pela Lei Municipal 383/74, de 24 de julho de 1974. O prefeito na época era Ari Alves da Anunciação. Entre suas características, estão o escudo moderno talhado, contornado por uma borda dourada, representando a riqueza do município, basicamente agrícola e cujos principais produtos são o arroz e o fumo, representados respectivamente, à esquerda e a direita do brasão.

## Características e significados
O escudo está dividido em quatro partes, juntas elas compõem a história do município resumida.
A parte debaixo representa o princípio. O rio Jacuí, por onde os imigrantes vieram, e o morro Agudo, que deu nome à cidade,  em verde-escuro para denotar um ambiente inóspito a ser explorado. Está separado da parte de cima por uma linha vermelha, delimitando o ambiente inexplorado do início das atividades do colono.
A parte esquerda do escudo, em verde-claro, representa a sementeira, com o colono zelando pela planta que semeou. A seu lado uma enxada dourada representando a importância e o trabalho árduo realizando pelos colonos. Sintetiza o primeiro século de Agudo, na busca de independência econômica. Em amarelo-claro, a parte direita do escudo simboliza a seara madura em que a ceifadeira vermelha e ativa. Transmite a ideia da lavoura moderna, mecanizada, em época de colheita. É o novo Agudo, emancipado e forte.
Na parte central há o monumento ao imigrante, que homenageia o povo que colonizou a região e divide as diferentes épocas. O obelisco existe na praça Getúlio Vargas. A cor azul-profundo significa a paz social e  tranquilidade proporcionada pelo pequeno município, além dos sentimentos religiosos do povo. A coroa torreada em prata é um símbolo tradicional para a cidade, sede do município.
Abaixo do escudo há uma faixa branca com o nome da cidade em escrita gótica vermelha. O estilo gótico foi criado pelos godos, antigo povo da Germânia, de onde vieram os imigrantes. Denota também a integração do povo alemão com o brasileiro. Os anos registram a chegada dos imigrantes e a emancipação do município.